# Городское поселение Краснозаводск
Городско́е поселе́ние Краснозаво́дск —  упразднённое муниципальное образование в Сергиево-Посадском муниципальном районе Московской области.

## История
В ходе муниципальной реформы, проведённой после принятия федерального закона 2003 года «Об общих принципах организации местного самоуправления в Российской Федерации», в Московской области были образованы городские и сельские поселения.
Городское поселение Краснозаводск было образовано согласно закону Московской области от 28.02.2005 № 60/2005-ОЗ «О статусе и границах Сергиево-Посадского муниципального района и вновь образованных в его составе муниципальных образований».
В состав городского поселения вошли город Краснозаводск и две деревни Наугольновского сельского округа. Старое деление на сельские округа было отменено позже, в 2006 году.
Площадь городского поселения Краснозаводск составляет 40,42 км².
Законом Московской области от 20 марта 2019 года Сергиево-Посадский муниципальный район был упразднён, а все входившие в его состав поселения  1 апреля 2019 года были объединены в единое муниципальное образование — Сергиево-Посадский городской округ.

## Население
| 2006    | 2007    | 2008    | 2009    | 2010    | 2011    | 2012    | 2013    |
| ------- | ------- | ------- | ------- | ------- | ------- | ------- | ------- |
| 14 641  | ↗14 866 | ↗14 881 | ↘14 850 | ↘14 540 | ↘14 523 | →14 523 | ↗14 789 |
| 2014    | 2015    | 2016    | 2017    | 2018    | 2019    |         |         |
| ↗14 824 | ↘14 734 | ↘14 647 | ↘14 564 | ↘14 347 | ↘14 198 |         |         |

## Состав городского поселения
| № | Населённый пункт | Тип населённого пункта        | Население |
| - | ---------------- | ----------------------------- | --------- |
| 1 | Краснозаводск    | город, административный центр | ↘14 290   |
| 2 | Рогачёво         | деревня                       | ↗188      |
| 3 | Семёнково        | деревня                       | ↘960      |